# Jim Samples
James Donald Samples Jr. (Atlanta, 1963) é um empresário e executivo de mídia americano. Ele é mais conhecido como vice-presidente sênior e gerente geral da TNT Latin America e Cartoon Network Latin America de 2000 a 2001, gerente geral e vice-presidente executivo da The Cartoon Network, Inc. de 2001 a 2007, presidente da HGTV de 2007 a 2011, presidente da Scripps Networks International desde 2011, e o Presidente do Conselho de Administração do TVN Group de 2016 a 2018.

## Vida inicial
Samples nasceu e foi criado em Atlanta, Geórgia. Depois de se formar como bacharel pelo Presbyterian College, ele recebeu o título de mestre em Estudos de Negócios Internacionais pela Universidade da Carolina do Sul.

## Carreira

### NationsBank
De 1989 a 1993, Samples foi gerente de relacionamento, vice-presidente do departamento de exames internacionais e gerente do NationsBank.

### Turner Broadcasting System
Samples passou quase quatorze anos na Turner Broadcasting System em várias funções de liderança, abrangendo vendas de afiliados, marketing, programação e mídia digital. Iniciou sua carreira na Turner em desenvolvimento de negócios internacionais em 1993 e, no ano seguinte, tornou-se presidente da Turner International Argentina, com sede em Buenos Aires. Em 2000, Samples tornou-se vice-presidente sênior e gerente geral da TNT Latin America e do Cartoon Network Latin America, atuando como tal até 2001. mas continuou a cuidar do canal latino-americano através dos executivos Barry Koch e Cindy Kerr até sua renúncia em 2007 e é creditado com o lançamento do Toonami em 2002 e do Adult Swim em 2005. Ele também atuou como gerente geral do CartoonNetwork.com nessa época.
Em 22 de agosto de 2001, Samples foi promovido a vice-presidente executivo e gerente geral da The Cartoon Network, Inc., substituindo a fundadora e presidente original Betty Cohen. Sob a liderança de Samples, a rede incluiu séries originais de sucesso, tais como Samurai Jack, Codename: Kids Next Door, The Grim Adventures of Billy & Mandy, Star Wars: Clone Wars, Foster's Home for Imaginary Friends, Hi Hi Puffy AmiYumi, The Life and Times of Juniper Lee, Camp Lazlo, Ben 10, e Class of 3000.
Sob a liderança de Samples, o Cartoon Network também começou de forma um tanto controversa a exibir filmes de ação ao vivo "inspirados em desenhos animados" em 2005, como The Goonies e Who Framed Roger Rabbit; esta mudança foi feita em resposta à queda na audiência da CN devido a programas de ação ao vivo concorrentes na Nickelodeon e no Disney Channel. Em 2006, a rede produziu seu primeiro filme original de ação ao vivo, Re-Animated, uma combinação de live-action e animação. Quando questionado sobre o projeto, Samples afirmou: "Achamos que quando for feito do jeito 'Cartoon Network', as crianças vão gostar de ver a animação e o mundo real colidir." Embora o Cartoon Network pretendesse produzir programas futuros que misturassem live action com animação, bem como programas de live-action "cartunescos", Samples afirmou que "somos predominantemente uma rede de animação e isso não mudará tão cedo".
Samples renunciou ao Cartoon Network em 9 de fevereiro de 2007, após um susto de bomba em Boston causado por pacotes deixados pela cidade que faziam parte de uma campanha de marketing ao ar livre promovendo a série Adult Swim, Aqua Teen Hunger Force. Samples tomou a decisão "em reconhecimento da gravidade da situação que ocorreu sob minha supervisão" e com a "esperança de que minha decisão nos permita deixar este capítulo para trás e voltar à nossa missão de oferecer entretenimento animado original incomparável para consumidores de todas as idades". Após a renúncia de Samples, Stuart Snyder foi nomeado seu sucessor.

### HGTV
Após sua demissão da CN, Samples foi transferido para a Scripps Networks Interactive. Ele foi nomeado presidente da HGTV em 2007 e serviu como tal até 2011. Durante sua gestão, a HGTV foi classificada todos os anos como a rede número 1 entre as telespectadoras de luxo nos EUA. Na HGTV, Samples ampliou a programação da rede ao apresentar uma série de programas de sucesso, incluindo Love It or List It, Property Brothers e Kitchen Cousins, ao mesmo tempo que expandindo a franquia de sucesso da rede, House Hunters. Ele também fez parceria com a equipe de produtos de consumo para criar novas extensões de marca fora do ar, incluindo a HGTV Magazine, a revista doméstica nº 1 nos EUA, e uma extensa linha de produtos da marca HGTV.

### Scripps Networks International
Desde 2011, Samples atua como presidente da Scripps Networks International. Nesta função, ele supervisiona a direção estratégica e as operações diárias da divisão internacional da empresa, que distribui cinco marcas internacionais – Asian Food Channel, Fine Living, Food Network, HGTV e Travel Channel – em toda a Europa, Oriente Médio, África, Ásia-Pacífico e América Latina. Além disso, Samples faz parte do conselho e gerencia os relacionamentos de joint venture da empresa com a UKTV no Reino Unido e a Shaw Media no Canadá. Ele também supervisiona os negócios de licenciamento de programas internacionais da divisão.

### TVN
Em meados de 2015, a Scripps comprou o TVN Group, uma das principais empresas de comunicação social na Polônia. Em julho de 2016, além de supervisionar a divisão internacional da SNI, Samples foi nomeado o novo presidente do Conselho de Administração da TVN e foi confirmado como CEO da empresa em 2017. Sob a liderança da Samples, o grupo de mídia polaco expandiu significativamente a sua área de distribuição. A HGTV deu o seu primeiro passo na Europa com um lançamento bem-sucedido na Polónia em janeiro de 2017. Food Network e Travel Channel também enriqueceram o leque de canais da TVN e a empresa reforçou ainda mais a sua posição digital ao adquirir a Gamellon, uma rede multicanal em parceria com o YouTube em CEE. Em 2018, Samples foi substituído como Presidente do Conselho de Administração por Piotr Korycki, passando Samples para o conselho fiscal das empresas.

### Outros empreendimentos
Samples também faz parte dos conselhos da Arrowmont School of Arts and Crafts e do Presbyterian College.

## Vida pessoal
Samples atualmente mora em Knoxville, Tennessee com sua esposa e duas filhas.